# Röben Polska
Röben Polska – producent ceramicznych materiałów budowlanych z siedzibą w Środzie Śląskiej.

## Historia
Röben Polska to część rodzinnego koncernu produkującego ceramiczne materiały budowlane od ponad 165 lat. Powstałe w połowie XIX w. fryzyjskie cegielnie dały początek dzisiejszej sieci fabryk zlokalizowanych w Europie i Ameryce Północnej. Główna siedziba firmy znajduje się w Zetel Niemczech w Dolnej Saksoni. W 1994 r. w skład firmy Röben weszły zakłady w Środzie Śląskiej, gdzie funkcjonują obecnie najnowocześniejsze dachówczarnie w Europie. Przyczyną wyboru lokalizacji są bogate pokłady gliny zlokalizowane na tym obszarze. 
Ważne daty z historii firmy: 
- 1995 – budowa klinkierni w Środzie Śląskiej
- 1996 – budowa dachówczarni nr 1 w Środzie Śląskiej, która została zmodernizowana w 2019 roku
- 2005 – budowa dachówczarni nr 2 w Środzie Śląskie, która została zmodernizowana w 2021 roku.

Po modernizacji obie dachówczarnie zostały wyposażone w nowe rozwiązania techniczne i technologiczne. Wprowadzone zmiany przyczyniły się do poprawy jakość dachówek oraz efektywności linii produkcyjnej. Modernizacja obejmowała także poprawę energooszczędności zainstalowanych urządzeń przy zachowaniu wydajności zakładu. Produkcja materiałów odbywa się z zastosowaniem technologii mających na celu ograniczenie wpływu na środowisko naturalne.
W 2019 roku firma Röben Polska obchodziła 25-lecie działalności w Polsce.

## Zakłady produkcyjne
Firma posiada zakłady produkcyjne w następujących lokalizacjach:
- 6 zakładów w Niemczech (produkujących cegły i płytki klinkierowe, dachówki ceramiczne, ceramikę posadzkową oraz elementy gotowe na specjalne zamówienia),
- 5 zakładów w Stanach Zjednoczonych (produkujące cegły klinkierowe),
- 3 zakłady w Polsce (produkujące cegły i płytki klinkierowe oraz dachówki ceramiczne)[3].

## Sponsoring
Firma Röben wspiera i promuje różnorodne inicjatywy sportowe i społeczne. Pierwszą umowę sponsoringową podpisała już w początkowym okresie funkcjonowania firmy w Środzie Śląskiej. Wśród wspieranych podmiotów znajdują się m.in.:
- KPS Skra Bełchatów SA[4]
- WTS Sparta Wrocław[5][6]
- MLKS Polonia Środa Śląska
- Klub sportowy tenisa stołowego Odra Głoska
- UKS Gimbasket Wrocław
- Powiatowe Centrum Kultury Alternatywnej[7]

## Nagrody i wyróżnienia
- Złoty Medal 2024 Dach Forum[8]
- Gwiazda Rankingu Buildera 2024 w kategorii producenci materiałów budowlanych za największy awans[9]
- Budowlana Marka Roku 2021 w kategorii pokrycia dachowe ciężkie[10]
- Brązowa Budowlana Marka Roku 2020 w kat. Pokrycia dachowe ciężkie
- Laur Konsumenta 2018
- Top Marka 2018 w kategorii Jakość i innowacyjność w branży budowlanej
- Konsumencki Lider Jakości 2017 w kategorii producenci klinkieru[11]
- Złota Budowlana Marka Roku 2015 w kat. Pokrycia dachowe ciężkie
- Złota Budowlana Marka Roku 2014 w kat. Pokrycia dachowe ciężkie
- Budowlana Marka Roku: 2014, 2015, 2016 w kategorii pokrycia dachowe ciężkie[10]
- Budowlana Marka Roku 2004, 2005, 2008, 2009, 2010 w kategorii pokrycia dachowe[10]
- Budowlana Marka Roku 2006 – wyróżnienie w Rankingu Marek Budowlanych w kat. Elementy elewacyjne[10]
- Budowlana Marka Roku 2004 – II miejsce w konkursie Najpopularniejsze Marki Budowlane w kat. Najpopularniejsza Marka w kat. Pokrycia dachowe
- Budowlana Marka Roku 2004 – II miejsce w konkursie Najlepsze Marki Budowlane w kat. Najlepsza Marka w kat. Pokrycia dachowe